# Lion belgique
Pour les articles homonymes, voir Lion (homonymie) et Belgique (homonymie).
 (avril 2014).

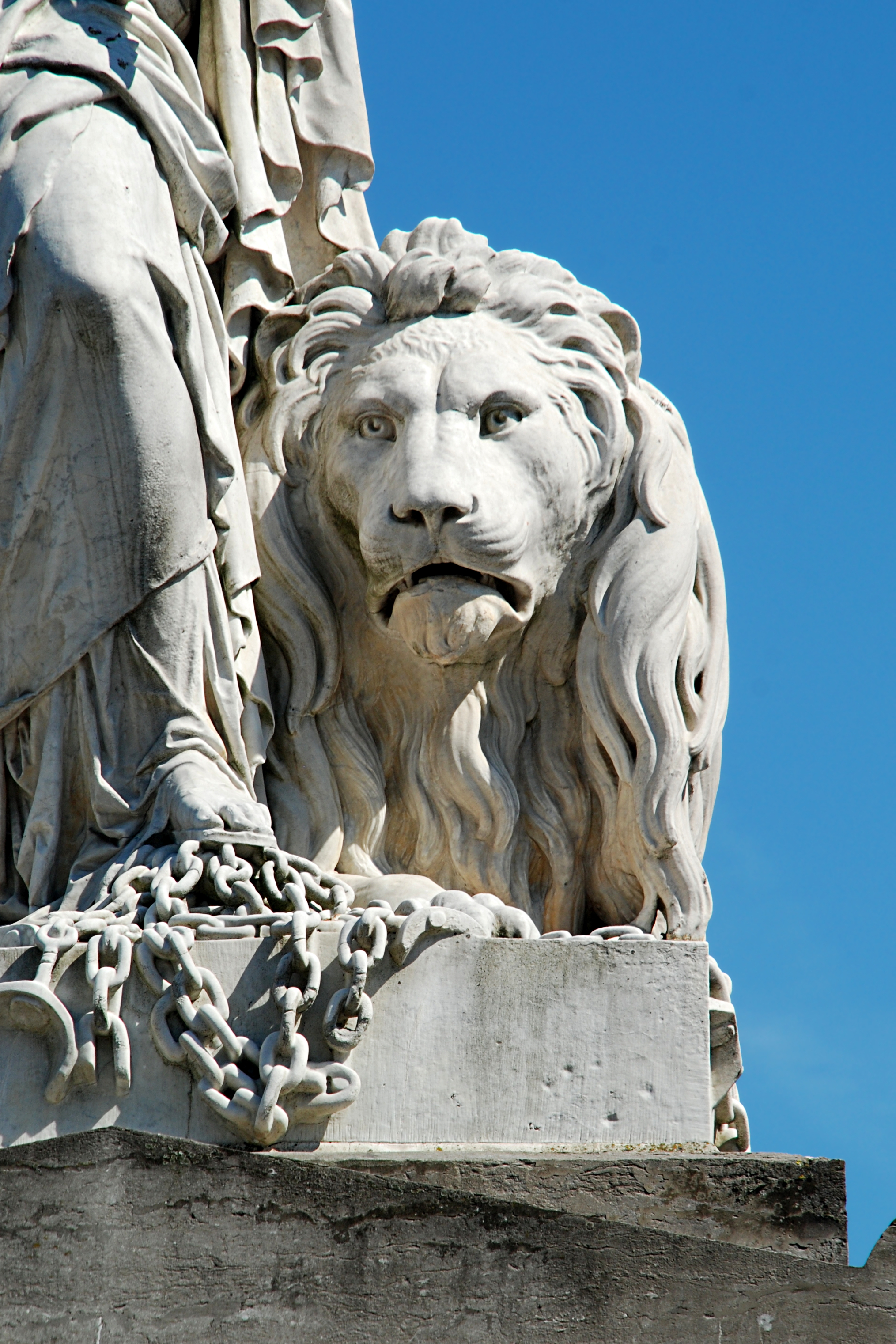
Le Lion belgique du Monument aux martyrs de la révolution de 1830 à Bruxelles

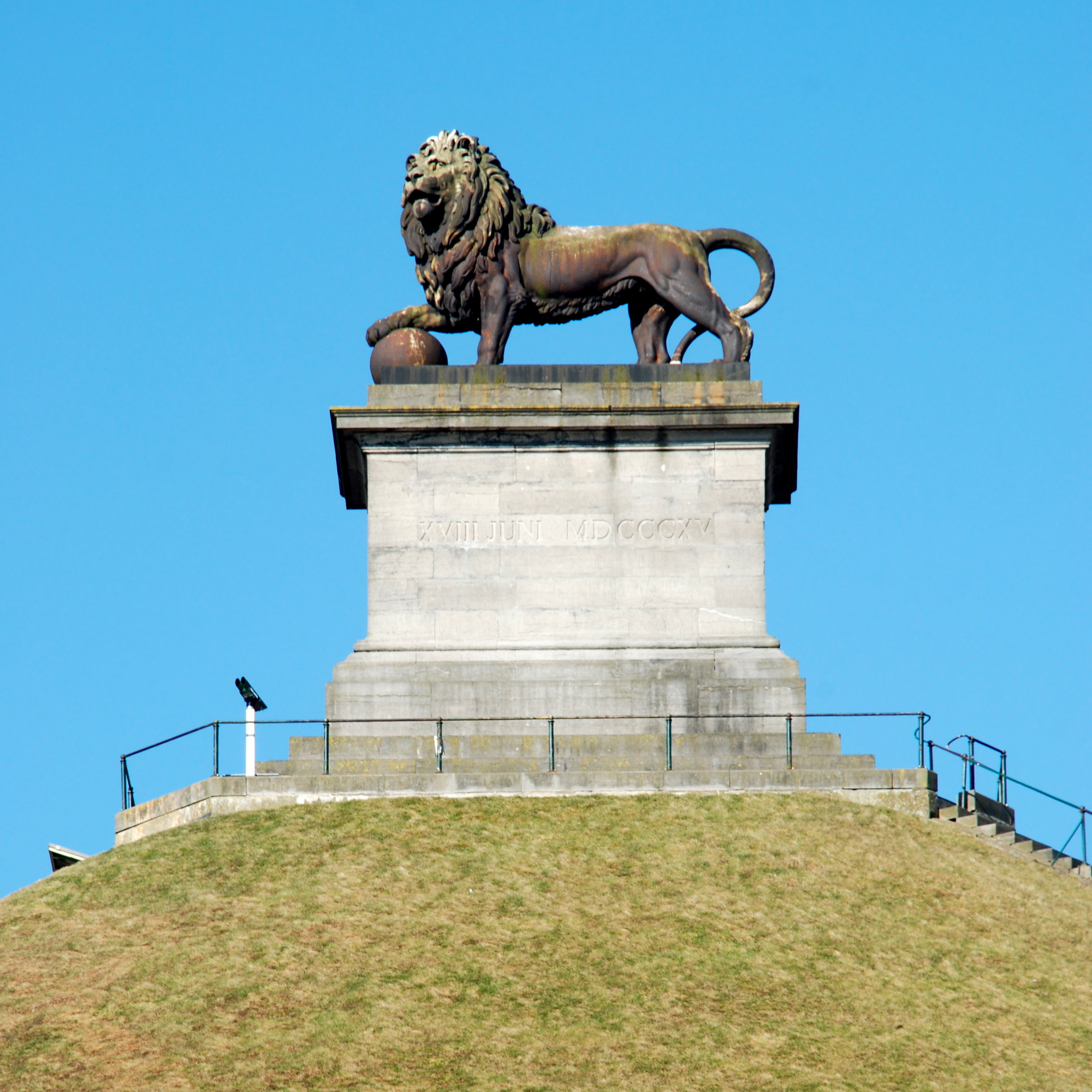
Un colossal Lion belgique, surmontant la Butte du Lion sur le site de la bataille de Waterloo, à Braine-l'Alleud.

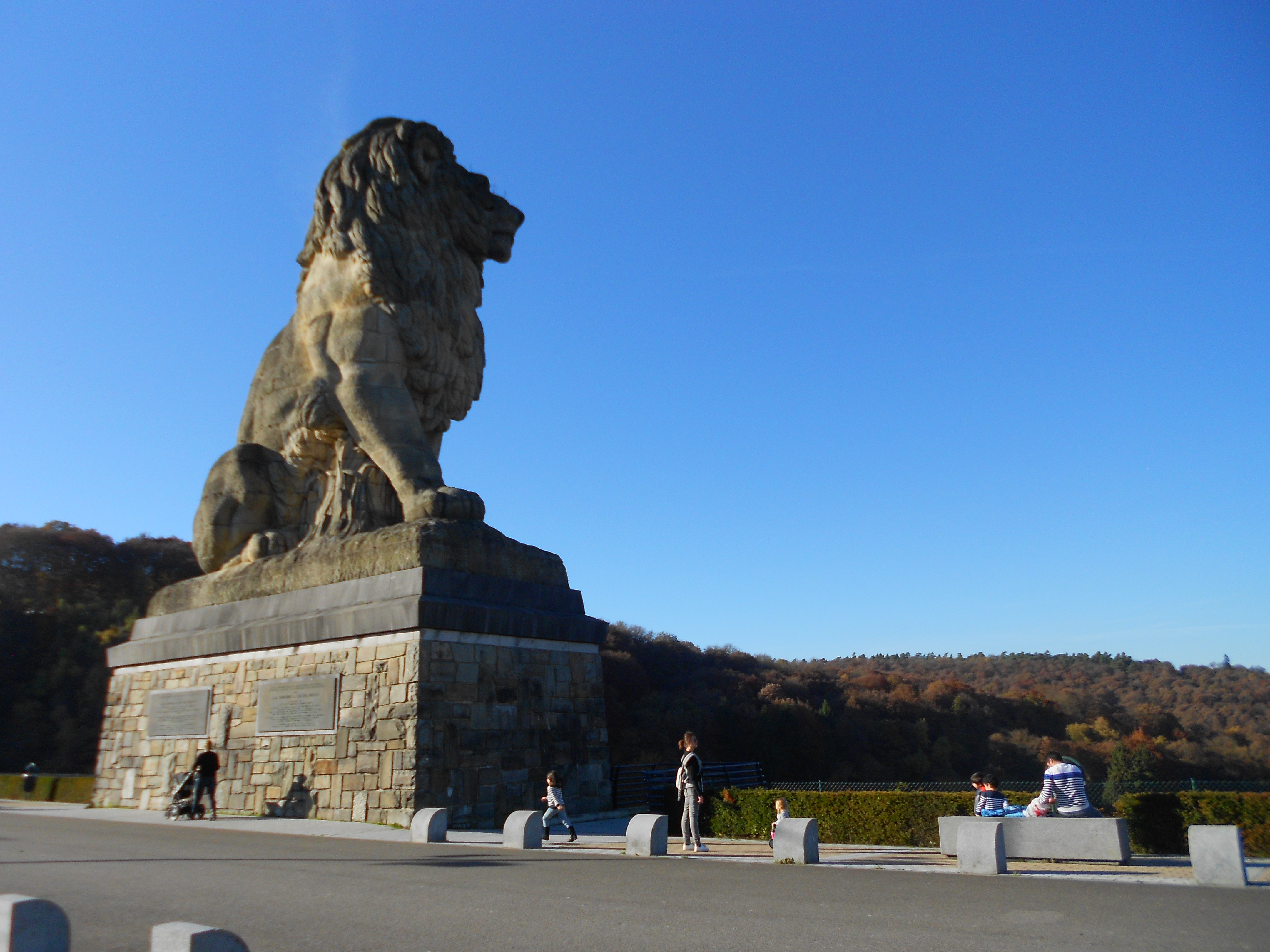
Le lion monumental, ornant le barrage de la Gileppe et fixant la frontière prussienne, distante d'environ 5 kilomètres à l'époque de la construction.

Le Lion Belgique (en latin : Leo Belgicus) est une figure emblématique symbolisant les Dix-Sept Provinces des anciens Pays-Bas (Pays-Bas, Belgique, Luxembourg et une partie du nord de la France) ainsi qu'une représentation cartographique traditionnelle des grands Pays-Bas, appelés aussi Pays-Bas belgiques, qui est représentée sur les cartes sous la forme d'un lion dont la silhouette correspond à la forme générale du pays. Mais il faut noter que le lion héraldique est un animal très répandu dès le XIIe siècle dans les fiefs des Pays-Bas.

## Nom
Même si aujourd'hui le terme Belgique est lié au royaume du même nom, ce ne fut pas toujours le cas. Le nom se réfère à l'ensemble des Pays-Bas avant que ses parties méridionale et septentrionale se séparent et que la partie méridionale perdue des territoires au profit du royaume de France. D'ailleurs, les Pays-Bas méridionaux sont alors appelés Belgica Regia et les Provinces-Unies du nord Belgica Foederata. Le royaume uni des Pays-Bas, créé au congrès de Vienne en 1815 pour reconstituer les anciens Pays-Bas bourguignons, avec en plus les territoires de la principauté de Liège, s'appelait officiellement en français royaume des Belgiques.
Nicolas Boileau utilise déjà l'expression « Lion Belgique » :
En vain il voit le Batâve
Désormais docile esclâve
Rangé sous ses étendars :
En vain au Lion Belgique
Il voit l'Aigle Germanique
Uni sous les Léopards.
L'adjectif belgique est alors le synonyme de néerlandais, comme c'est le cas pour les États-Belgiques-Unis qui se nomment Verenigde Nederlandse Staten. La traduction usuelle de la langue néerlandaise en latin est lingua belgica.
La traduction française du Orde van de Nederlandse Leeuw (« ordre du Lion néerlandais ») est l'ordre du Lion belgique à l'époque du royaume uni des Pays-Bas.

## Héraldique
Il est toujours l'emblème de la Belgique ainsi que du royaume des Pays-Bas.
En Belgique, il est très présent en héraldique tant au niveau régional et communautaire qu'au niveau communal. Ainsi la Communauté germanophone, la Communauté flamande ainsi que la Région flamande l'arbore. Au niveau provincial, il est représenté sur chaque blason des dix provinces (à l'exception de la Province d'Anvers) alors qu'au niveau communal, Gand, Bruges, Namur, Alost, Verviers ou encore Seraing l'utilisent.
Aux Pays-Bas, il est également présent sur chacune des armoiries des douze provinces mais également sur les armes des villes de Rotterdam, La Haye, Utrecht, Eindhoven, Bréda, Nimègue, Haarlem ou encore d'Enschede.

## Cartographie
Le premier Leo Belgicus a été dessiné par le cartographe autrichien Michael Aitzinger en 1583, alors que les Dix-Sept Provinces sont en proie à la guerre de Quatre-Vingts Ans. Ce dessin est inspiré de représentations plus anciennes, celles de la figure héraldique du Lion belgique qui, depuis les croisades, figure dans les armes de la plupart de ces provinces ainsi que dans celles de grandes familles comme la maison des ducs de Bourgogne, de laquelle descend Charles Quint, et comme la maison d'Orange-Nassau.

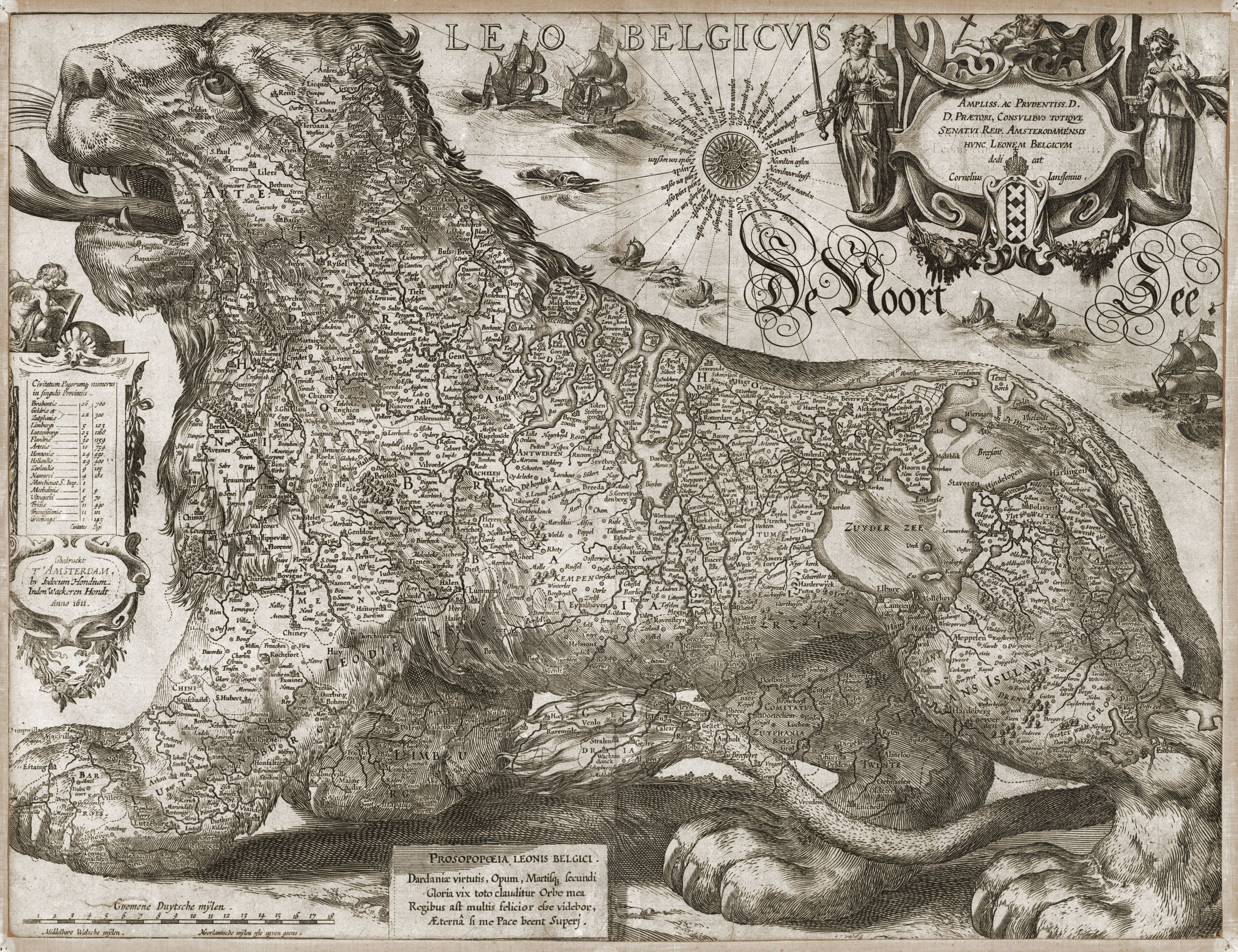
Jodocus Hondius, 1611
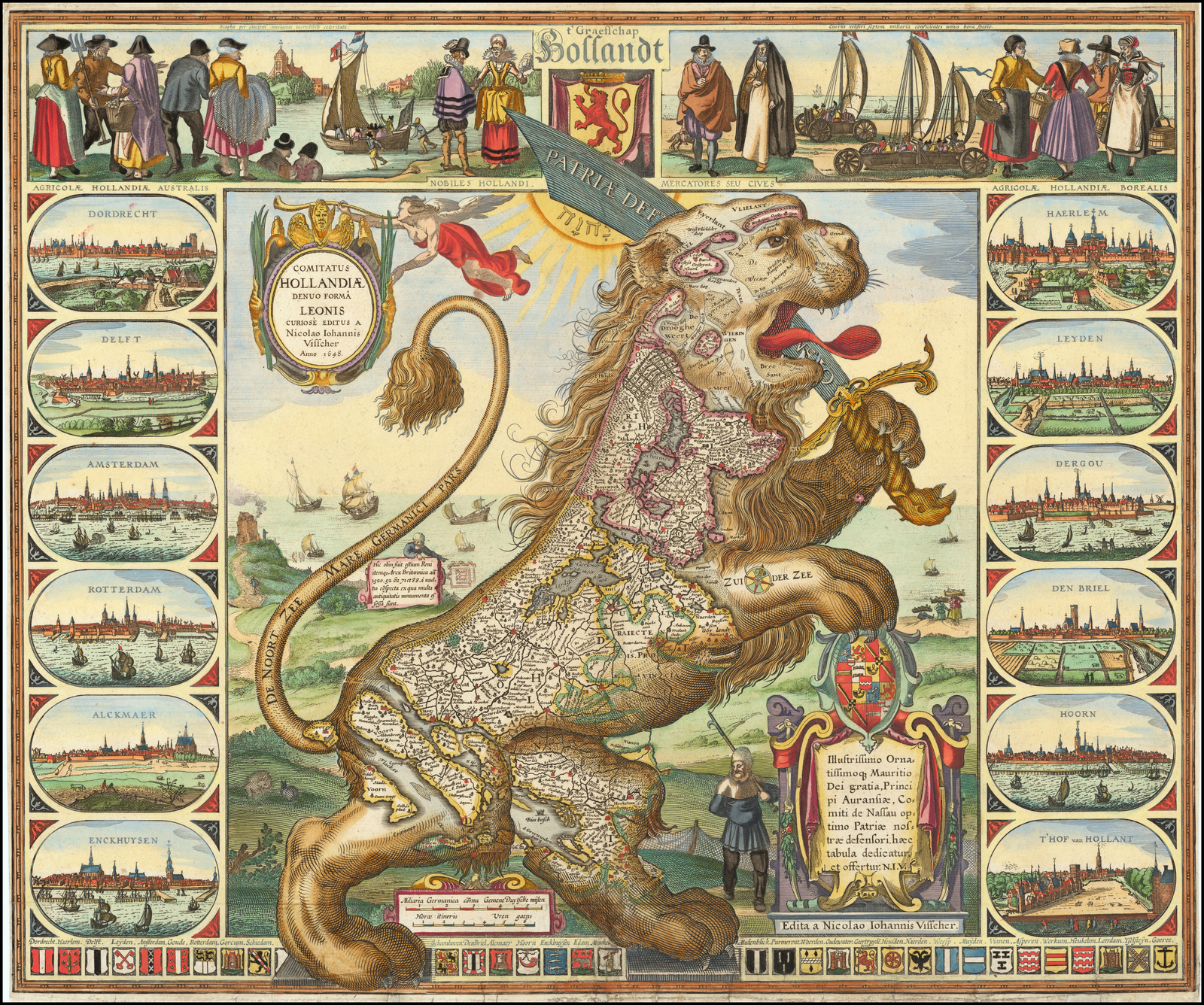
Leo Hollandicus, Claes Jansz. Visscher, 1648
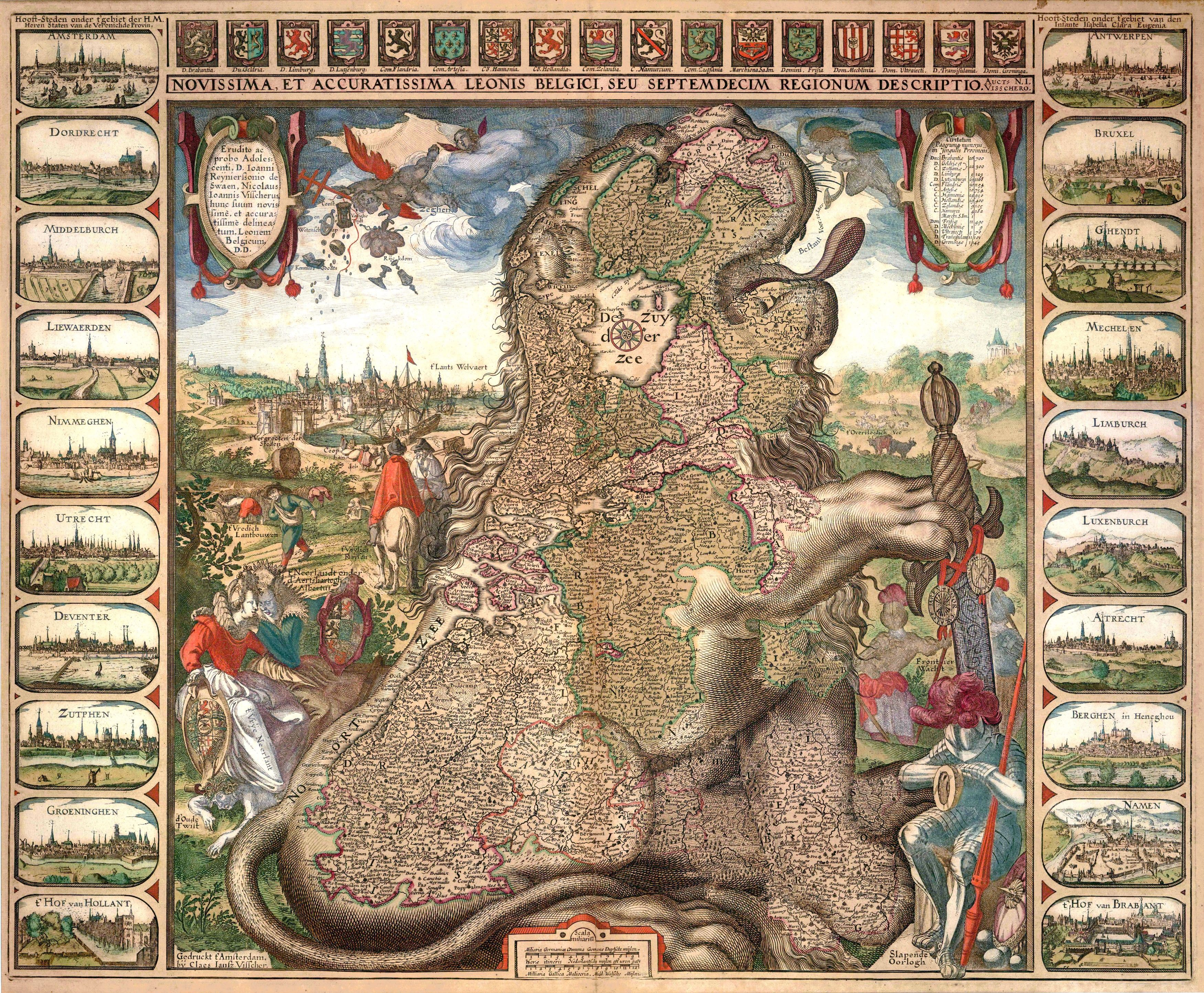
Lion de Belgique assis de Claes Jansz Visscher réalisé entre 1611 et 1621.

La carte d'Aitzinger est la première d'une longue suite. 
Il y a quatre représentations différentes. La plus courante est celle qui présente le lion avec la tête au nord-est du pays et sa queue au sud-ouest.
La seconde représentation montre un lion renversé, avec la tête au sud-ouest, comme c'est le cas pour le Leo Belgicus de Jodocus Hondius en 1611. La troisième est celle d'un lion assis dans une posture moins agressive, produite du temps de la Trêve de douze ans. La version la plus connue de ce Leo Belgicus est celle de Claes Janszoon Visscher, publiée en 1609 à l'occasion de cette Trêve. Cette version est entourée des blasons des différentes provinces et de paysages des Pays-Bas belgiques.

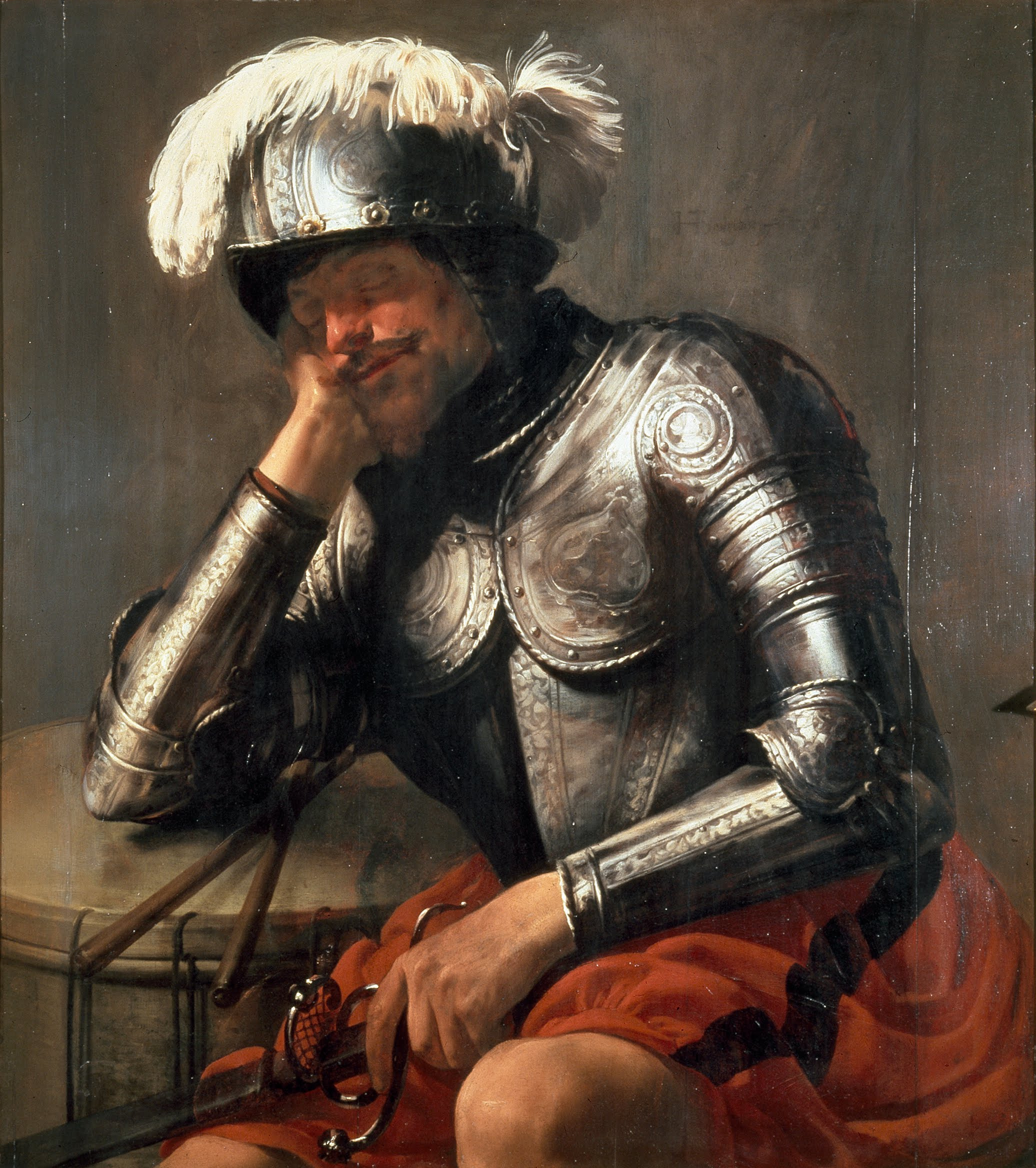
Hendrick ter Brugghen, Mars dormant. Le lion est gravé au niveau du cœur.

Une représentation particularière est celle du Leo Hollandicus, le Lion Hollandais. C'est un lion à un sabre qui ne représente que la province de Hollande. Il apparaît dans les derniers moments de la guerre de Quatre-Vingt Ans, quand il devient clair que les Provinces-Unies du nord obtiendront l'indépendance, confirmée lors des Traités de Westphalie en 1648. Une des premières versions de cette représentation particulière est celle de Visscher publiée en 1625.
Une représentation cartographique lion Belgique figure sur l'armure de Mars, dans le tableau d'Hendrick ter Brugghen Mars dormant (1629).